# Rajon Manas
Der Rajon Manas ist ein Rajon des Oblus Talas in Kirgisistan mit 34.493 Einwohnern (Stand 2022). Das Verwaltungszentrum ist das Dorf Pokrowka.
Der Rajon ist nach dem mythischen kirgisischen Nationalhelden Manas benannt, der angeblich im Talas-Alatau-Gebirge im Rajon geboren wurde. Wenige Kilometer außerhalb von Talas liegt das Mausoleum Manas Ordo.

## Verwaltungsgliederung
Der Rajon grenzt an alle Rajons des Oblus Talas sowie im Norden an Kasachstan. Er umfasst 22 Dörfer in 5 Landgemeinden.
| Nr. | Landgemeinde | Verwaltungszentrum | Anzahl der Dörfer | Bevölkerung |
| --- | ------------ | ------------------ | ----------------- | ----------- |
| 1   | Kajyngdy     | Aral               | 5                 | 4.381       |
| 2   | Kyrgysstan   | Talas              | 3                 | 5.116       |
| 3   | Mai          | Mai                | 2                 | 4.175       |
| 4   | Pokrowka     | Pokrowka           | 5                 | 12.916      |
| 5   | Ütsch-Korgon | Kysyl-Dschyldys    | 7                 | 8.627       |